# 藤井保紀
藤井 保紀（ふじい やすのり、1941年 - ）は、日本の経営学者、米国公認会計士。日本欧州銀行社長、熊谷組顧問、リサ・パートナーズ監査役、中外製薬監査役、静岡産業大学特任教授、シグマインベストメントスクール非常勤講師等を歴任。専門は、国際会計、経営戦略。米国公認会計士資格保持。ペンシルバニア大学ウォートン・スクール経営学修士。

## 略歴
- 1964年：一橋大学商学部卒業後、日本長期信用銀行入行。
- 1968年：ペンシルベニア大学大学院ビジネス・経済学研究科博士前期課程修了、Master of Business Administration
- 1970年：アジア開発銀行アナリスト
  - この間サウジアラビアNCB銀行経営顧問
- 1980年：日本欧州銀行副社長、社長
- 1987年：ハーバード大学経営大学院（ハーバード・ビジネス・スクール ）AMPコース修了
- 1989年：日本長期信用銀行ロンドン支店長
- 1991年：日本長期信用銀行取締役ロンドン支店長
- 1993年：熊谷組常務取締役
- 1994年：社団法人海外建設協会総務委員、総務委員長、建設省研究会委員
- 1995年；熊谷組専務取締役海外本部長
- 2000年：熊谷組同社顧問就任
- 2001年：中外製薬専務取締役
- 2001年：米国公認会計士
- 2002年：静岡産業大学経営学部特任教授。リサ・パートナーズ監査役。
- 2004年：中外製薬監査役
- 2009年：千葉大学大学院人文社会科学研究科博士後期課程修了、博士（経営学）[2]
- 2012年：中外製薬補欠監査役

## 著作
- 『会計ビッグバンとコーポレートガバナンス』（単著、2002年11月、シグマベイスキャピタル）
- 『IFRSの衝撃』（単著、2009年12月、日経BP社）